# Laurence Catinot-Crost
Laurence Catinot-Crost (née le 16 décembre 1958 à Juvisy-sur-Orge) est une écrivaine française.
Elle a publié de nombreuses biographies, des romans, des essais, des contes pour enfants et des nouvelles. Elle s'intéresse notamment à la Russie, à son histoire et à sa littérature. Membre de la SACEM, elle a aussi signé plusieurs chansons en français, en espagnol et en anglais.

## Biographie
Née à Juvisy-sur-Orge (Seine-et-Oise) le 16 décembre 1958, Laurence Catinot-Crost a vécu durant vingt ans dans la commune voisine d'Athis-Mons. Elle a fait des études de langues étrangères (espagnol, anglais, latin, chinois et russe) et de sciences humaines (archéologie, histoire, droit, ethnologie et herméneutique) qu'elle poursuit toujours. Passionnée de littérature et d'histoire, elle a publié des recueils historiques et s'est spécialisée dans la rédaction de biographies de personnalités marquantes ou dynastiques. Elle est sociétaire de la Société des gens de lettres. Elle intervient régulièrement dans les écoles maternelles, élémentaires, collèges et lycées, elle donne des conférences dans les prisons. Certaines de ses œuvres ont été présentées au baccalauréat de français par des élèves toulousains.[réf. nécessaire]
En décembre 2010, le quotidien La Dépêche du Midi réalisa un reportage sur Laurence Catinot-Crost à l'occasion de la sortie de son vingt-cinquième livre. En mars 2011 elle fait l'objet d'un article dans La Dépêche du Midi pour la parution de son ouvrage Toulouse de 1 à Z. En avril 2011, la quotidien présentait le travail reconnu de l'historienne. En novembre 2011, La Dépêche évoquait le travail de Laurence Catinot-Crost pour l'écriture de son ouvrage Albi de A à Z. En avril 2012, le quotidien relatait la parution de l'ouvrage Bayonne de A à Z. En novembre 2012, ce même journal relate la parution du nouvel ouvrage Toulouse en 100 dates. "Le temps d'une histoire" de France 5 consacre un sujet à "Wallis, la duchesse de Windsor" en juillet 2006 (biographie de l'auteur). Le destin d'Eva Peron fait l'objet d'une émission "Le temps d'une histoire" sur France 5 avec l'auteur. "C Bien Sud", le 7 février 2007, reçoit l'auteur pour une émission consacrée à Rosemonde Gérard dont elle est la biographe.
Diverses émissions de radio (France musique, France inter, Radio Courtoisie, Radio Galaxie, etc;) présentent ses biographies fouillées et enrichies de documents inédits. Son approche de l'univers du compositeur russe Piotr Tchaïkovski à travers son ouvrage Les dernières années de Tchaïkovski est remarquée lors de sa prestation en radio[réf. nécessaire]. Le groupe TF1/LCI, en décembre 2018, la reçoit dans l'émission Au cœur des régions, consacrée aux traditions de Noël françaises, centrée sur son livre Noël en France. Histoire et traditions paru chez Sutton. Elle assure une chronique dans La Semaine du Pays Basque (Biarritz).
Sur Europe 1, elle intervient dans l'émission animée par Sophie Davant, Les histoires d'amour extraordinaires (2025).

### Secrets d'Histoire
Laurence Catinot-Crost participe à l’émission Secrets d'histoire du 27 août 2013 intitulée La reine Amélie, une Française au Portugal !,.
Elle participe également à l’émission Secrets d'histoire de septembre 2016 intitulée Wallis : la sulfureuse duchesse de Windsor.
A cette occasion, elle déclare : « Wallis était une femme flamboyante, ultra-moderne et épatante. Elle a fait face à tout, notamment à l’opprobre qui lui est tombée dessus. Je souhaitais battre en brèche certaines idées reçues sur l’existence de la duchesse de Windsor, souvent calomniée ».

## Œuvres
Laurence Catinot-Crost est l'auteur, entre autres œuvres, des premières biographies françaises sur la reine Amélie de Portugal, Rosemonde Gérard et Katia Dolgorouky.
- (fr) Uzerche historique, Nouvelles Éditions latines, 1981
- (fr) D'ombres et de lumières, éditions du CIPAF, 1991
- (fr) Les mots noctambules, éditions du CIPAF, 1992
- (fr) La coccinelle bleue, éditions du CIPAF, 1994
- (fr) Neige écarlate, éditions APL, 1996
- (fr) Amélie, princesse de France, reine de Portugal, éditions J & D, 1996[12]
- (fr) L'homme qui écoutait pousser les fleurs, éditions Nouvelle Pléiade, 1998
- (fr) Les oubliés de l'Histoire, éditions Atlantica, 1999[13]
- (fr) Amélie de Portugal, princesse de France, éditions Atlantica, 2000[14]
- (fr) La tsarine martyre, dernière impératrice de Russie, éditions Atlantica, 2001[15]
- (fr) La Chine impériale, histoire des dynasties, éditions Atlantica, 2002[16]
- (fr) Autrefois Toulouse, éditions Atlantica, 2002[17]
- (fr) Le démon bleu du tsar. Katia Dolgorouky, l'épouse du tsar libérateur, éditions Atlantica, 2003
- (fr) Autrefois Carcassonne, éditions Atlantica, 2003[18]
- (fr) L'hippodrome de la Cépière, éditions Atlantica, 2003
- (fr) Wallis la magnifique ! L'extraordinaire destin de la duchesse de Windsor, éditions Atlantica, 2004[19]
- (fr) Autrefois Albi, éditions Atlantica, 2004[20]
- (fr) Autrefois Lourdes, éditions Atlantica, 2005[21]
- (fr) Valeureuse Pologne, éditions Atlantica, 2005[22]
- (fr) Eva Perón, la révolutionnaire, éditions Séguier, 2005[23]
- (fr) Autrefois Montpellier, éditions Atlantica, 2006[24]
- (fr) Rosemonde Gérard, la fée d’Edmond Rostand, éditions Séguier, 2006[25]
- (fr) La marche du destin, l’icône de Korsun, éditions Atlantica, 2007[26]
- (fr) Le Thé, la merveilleuse histoire, éditions Atlantica, 2008[27]
- (fr) Madame Pouchkine, Les malheureuses amours de Pouchkine, éditions Atlantica, 2008[28]
- (fr) Le souffle du chaman, éditions Atlantica, 2010[29]
- (fr) Albi de A à Z, éditions Alan Sutton, 2011[30]
- (fr) Toulouse de A à Z, éditions Alan Sutton, 2011[31]
- (fr) Bayonne de A à Z, éditions Alan Sutton, 2012[32]
- (fr) Toulouse en 100 dates, éditions Alan Sutton, 2012[33]
- (fr) Requiem pour une ombre, éditions Alan Sutton, 2013[34]
- (fr) Toulouse en 100 questions, éditions Alan Sutton, 2013[35]
- (fr) Les dernières années de Tchaïkovski, éditions Tatamis, 2013[36]
- (fr) La Cépière, hippodrome de Toulouse, éditions Alan Sutton, 2013[37]
- (fr) Contes et légendes du Pays basque, éditions Alan Sutton, 2014[38]
- (fr) Contes et légendes du Limousin, éditions Alan Sutton, 2014[39]
- (fr) Le Limousin en 200 questions, éditions Alan Sutton, 2015[40]
- (fr) Noël en France, Histoire et traditions, éditions Alan Sutton, 2015[41]
- (fr) L’Auvergne en 200 questions, éditions Alan Sutton, 2016[42]
- (fr) L'Auvergne en 100 dates, éditions Sutton, 2016
- (fr La Corrèze en 100 dates, éditions Sutton, 2016
- (fr) Les secrets parisiens de Lénine, éditions Sutton, 2017
- (fr) Limoges en 100 dates, éditions Sutton, 2017
- (fr) Contes, légendes et récits d'Auvergne, éditions Sutton, 2017
- (fr) Le Quercy en 200 questions, éditions Sutton, 2018
- (fr) Princesses de France, reines en Europe, éditions Sutton, 2018
- (fr) La France insolite et secrète, éditions Sutton, 2019
- (fr) Créatrices de légende, éditions Bartillat, 2019
- (fr) Joailliers de légende, éditions Bartillat, 2020
- Bijutieri de legenda, éditions Baroque Books, Bucarest (Roumanie), 2020
- (fr) Recettes retrouvées d'Occitanie, éditions Le Papillon rouge, 2023.

- (fr) Dis-moi Céline, City éditions, 2023.
- Rosemonde Gérard, poète et muse d'Edmond Rostand, de Laurence Catinot Cros, nouvelle édition, TriArtis, Paris 2024,  (ISBN 978-2-490198-56-6), 198 p.
- (fr) Goldman, City éditions, 2024.
- (fr) Histoires insolites des rois, empereurs et autres tsars, City éditions, 2025.
- (fr) Céline Dion, mots à mots, City éditions, 2025.
- (fr) Histoires insolites des crimes de l'Histoire, City éditions, 2025.